# Armin Gigovic
Armin Gigovic (født 6. april 2002) er en svensk professionel fodboldspiller, der spiller som central midtbanespiller for FC Midtjylland. Han er også under kontrakt med den russiske klub Rostov, men den kontrakt er suspenderet.

## Klubkarriere

### Tidlig karriere
Gigovic startede sin fodboldkarriere i Landskrona BoIS. Da han blev 15 år gammel flyttede han til den rivaliserende klub Helsingborgs IF og spillede på ungdomsholdene.

### Helsingborgs IF
Den 15. juli 2019, fik han sin debut for seniorholdet i Helsingborgs IF. I august 2019 forlængede Armin sin kontrakt med HIF til slutningen af 2021. Allerede dengang var der stor interesse fra andre klubber i Europa.
Den 15. oktober 2020 afslørede den svenske avis Sport Expressen, at Gigovic skulle til den russiske klub Rostov. Senere samme aften blev skiftet bekræftet af Helsingborgs IF og Rostov.

### Rostov
Den 15. oktober 2020 underskrev Gigovic en femårig kontrakt med russiske Premier League-klubben Rostov.

#### Retur til Helsingborgs IF
Den 7. marts 2022 indførte FIFA særlige regler relateret til den russiske invasion af Ukraine. Disse regler tillader udenlandske spillere i Rusland ensidigt midlertidigt at suspendere deres kontrakter med deres russiske klubber indtil udgangen af sæsonen 2021-22 og slutte sig til klubber uden for Rusland indtil den dato. Den 31. marts 2022 brugte Gigovic denne regel til at vende tilbage til Helsingborgs IF indtil slutningen af juni 2022.

#### OB
Den 31. august 2022 blev det bekræftet, at Gigovic var kommet til dansk Superliga-klub OB på lån, efter at hans aftale med russiske FK Rostov var blevet suspenderet på grund af krigen i Ukraine. Gigovic underskrev en aftale for resten af 2022 med den danske klub.

#### FC Midtjylland
Den 15. januar 2023 blev det bekræftet, at Gigovic var kommet til dansk Superliga-klub FC Midtjylland på en lejeaftale i 6 måneder indtil udgangen af sæsonen 22/23. Den 4. juni 2023 offentliggjorde FC Midtjylland, at Gigovic ville blive i klubben indtil sommeren 2024.
 Der er for få eller ingen kildehenvisninger i denne artikel, hvilket er et problem. Du kan hjælpe ved at angive troværdige kilder til de påstande, som fremføres i artiklen.